# Млёво
Млево — деревня в Удомельском городском округе Тверской области. 

## География
Деревня расположена на берегу реки Мста в 36 км на запад от города Удомля.

## История
Происхождение названия “Млево” по версии писателя-этногрофа С. В. Максимова: мливо, меливо - мельница; по версии краеведа Н. А. Архангельского: мель - мелкий, малый.
До 1478 г. (присоединение Новгорода к Московскому государству) Млёво входило в состав Деревской пятины и было приписано к новгородскому Кириллову монастырю.
Писцовая книга Ивана Вельяминова 1545 год: в Млёво было 30 беспашенных (ремесленных и торговых) дворов,15 дворов имели пашню. Торговых лавок было 225.
1583 год писцовая книга Тверской половины Бежецкой пятины письма Федора Михайловича Лоскарева и подьячего Ильи Иванова: "Во Млёво на реке Мсте торг. А на торгу 96 лавок без затворов".
В 1596 году погост Млёвский упоминается губной старостой Степаном Парским Тверской половины Бежецкой пятины в отписке государю.
В 1849 году в селе была построена каменная Спасская церковь с 6 престолами.
В Спассо-Георгиевской церкви хранится облачение Иоанна Кронштадского, который, неоднократно бывал во Млёво, жертвовал свои средства на его устройство.
В 1859 году статистика: дворов - 50, жителей: 154 мужского пола, 196 женского пола. Одна православная церковь, одна часовня, две ярмарки.
В конце XIX — начале XX века село входило в состав Казикинской волости Вышневолоцкого уезда Тверской губернии.
Справочная книга по Тверской епархии 1915 год: 4 округ Вышневолоцкого уезда, село Млево - 150 в. Спасо-Георгиевская ц. священники: Измаил Ювеницкий 49 лет, Александр Флоровский 29 лет. Шт. диакон - Петр Орлов 40 л. Псаломщики - Николай Крестников 44 лет, Константин Предтеченский 24 лет. В приход церкви входило 23  деревни: Залучье - 1/2 версты от Млево, Красноселье - 1/2 в, Шебаново - 1 в, Казикино - 3 в, Манихино - 3 в, Горка - 3 в, Ганино - 4 в, Перевоз - 4 в, Спасское - 5 в, Александрово - 5 в, Званица-  5 в, Репно - 6 в, Почеп - 6 в, Бельтенево - 7 в, Пуйга - 7 в, М. Званица - 8 в, Старое - 8 в, Курьеваниха - 9 в, Малошевины - 10 в, Дмитрово - 11 в, Захарово - 12 в, Кунцово - 13 верст от Млево.
С 1929 года деревня являлась центром Млевского сельсовета Удомельского района Тверского округа Московской области, с 1935 года — в составе Калининской области, в 1994 года — в составе Мстинского сельсовета, с 2005 года — в составе Мстинского сельского поселения, с 2015 года — в составе Удомельского городского округа.

## Население
| 1859 | 2002 | 2010 |
| ---- | ---- | ---- |
| 350  | ↘29  | ↘27  |

## Достопримечательности
В деревне расположена действующая церковь Спаса Нерукотворного Образа и Георгия Победоносца (1849). В храме находятся Казанская и Иверская почитаемые иконы , а также особая рака с рясой святого праведного Иоанна Кронштадтского, в которой он служил, когда посещал село и церковь.
Рядом с церковью находится предполагаемая могила Марфы Посадницы (Борецкой), которая пользуется религиозным почитанием со стороны окрестных жителей, в частности тверских карел, есть традиция моления на надгробном камне. Основанием для местного почитания является предполагаемое предсмертное покаяние бывшей правительницы Великого Новгорода. По местной легенде Марфа Посадница умерла в селе во время отправки в ссылку по реке Мсте по решению Ивана III. Могила Марфы представляет собой засыпанной землёй склеп с могильной плитой, в двадцать первом веке над ней была установлена часовня-сень. Легендарное место захоронения посещали исследователи и известные люди, к примеру Николай Константинович Рерих. Тем не менее, существуют и другие версии места захоронения Марфы Посадницы (Борецкой).
С противоположной стороны улицы, где располагается церковь, находится святой источник в честь  святой великомученицы Параскевы Пятницы.